# فیلم جاسوسی

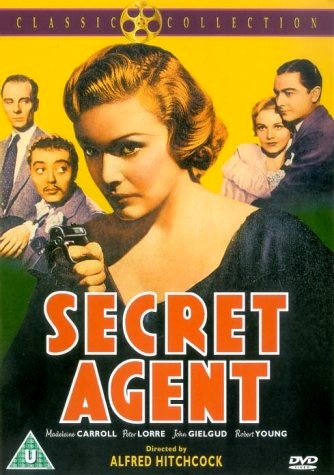
فیلم secret agent از آلفردهیچکاک که در همین ژانر ساخته شده است.

فنجام اعمال جاسوسی می‌شود که یا به صورت فانتزی و خیالی هستند (مانند جیمز باند یا ماموریت غیر ممکن و یا سری فیلم های بورن و کینگزمن) یا به صورت واقعی و مستند است.